# Paolo Merlo
Paolo Merlo (Besana in Brianza, 12 ottobre 1965) è un ex pallavolista italiano.